# Stoney Nakoda
Stoney Nakoda (en llengua stoney Îyârhe Nakoda) és un govern de banda de les Primeres Nacions nakoda a Alberta, Canadà. És a l'oest de Calgary, al peu de les Muntanyes Rocoses. La nació Stoney Nakoda està formada per tres tribus nakoda:
- Banda de la Primera Nació Bearspaw núm. 473
- Banda de la Primera Nació Chiniki núm. 433
- Banda de la Primera Nació Goodstoney núm. 475

## Primera Nació Bearspaw

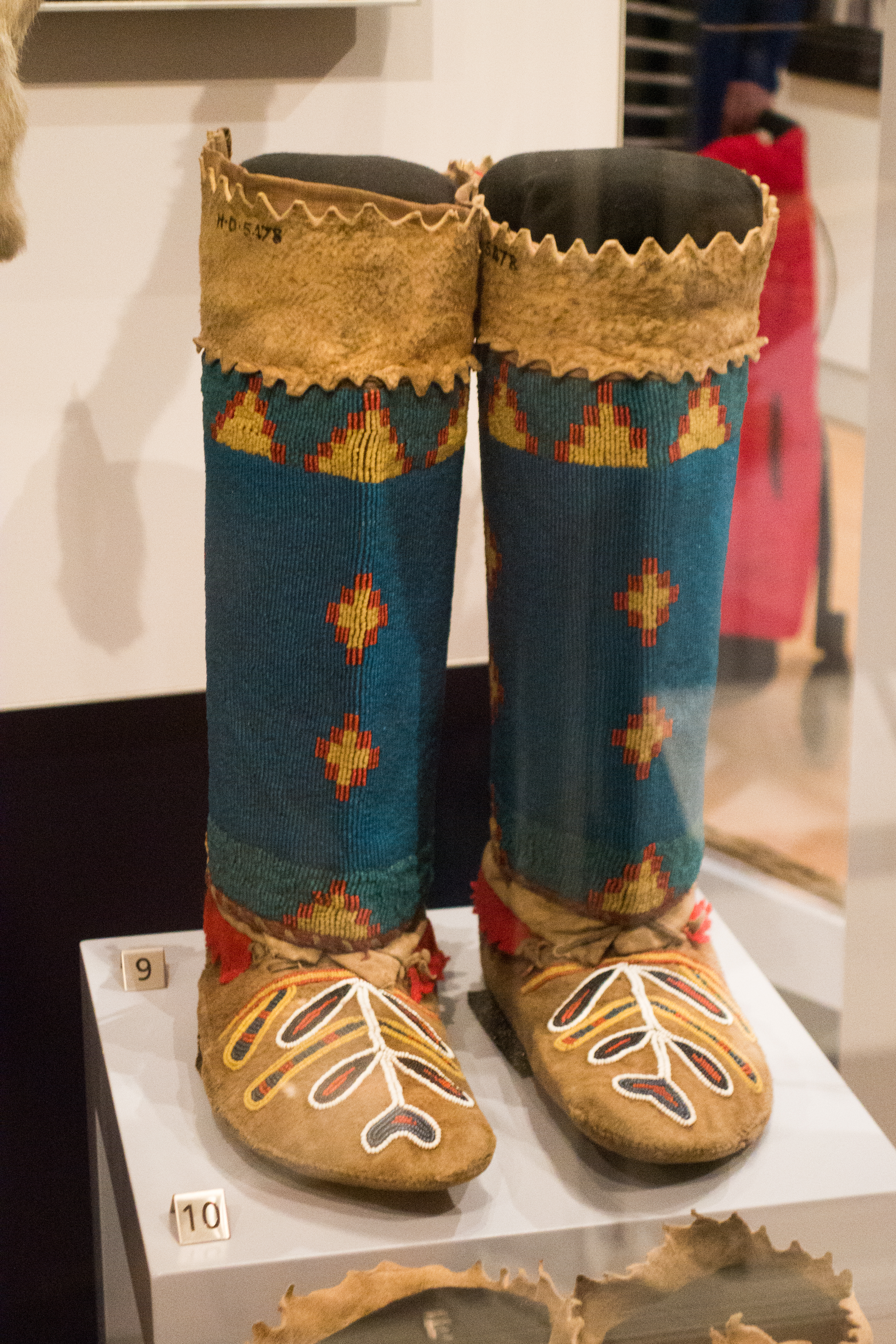
Mocassins de la nació Stoney Nakoda, cap al 1905

La Primera Nació Bearspaw és un govern de banda de les Primeres Nacions del poble nakoda a Alberta. Aquesta nació forma part de la nació Stoney Nakoda, més gran.
El novembre de 2010 sorgí una disputa quan el cap de la banda, David Bearspaw, cancel·là unes eleccions properes i amplià el seu mandat dos anys, cosa que va provocar un bloqueig de protesta de la reserva Eden Valley 216 per part d'altres membres de la banda. Un jutge ordenà la celebració d'eleccions i el titular fou derrotat per Darcy Dixon.

## Primera Nació Chiniki
La Primera Nació Chiniki és un govern de banda de les Primeres Nacions del poble nakoda a Alberta. Aquesta forma part de la nació Stoney Nakoda, més gran.

## Primera Nació Goodstoney
La Primera Nació Goodstoney (anteriorment Primera Nació Wesley) és un govern de banda de les Primeres Nacions del poble nakoda  Nakoda]] a Alberta. Aquesta nació forma part de la Nació Stoney Nakoda.

## Reserves
Les reserves compartides entre les tres nacions components, sota l'administració de la nació Stoney Nakoda, són:
- Stoney 142, 143, 144, 56 quilòmetres (35 milles) a l'oest de Calgary 39,264.50 ha (97,024.7 acres) 51° 09′ N, 114° 56′ O / 51.150°N,114.933°O
- Stoney 142B, 48 km (30 mi) al nord-oest de Calgary, 5,692.40 ha (14,066.2 acres) 51° 19′ 42″ N, 114° 46′ 13″ O / 51.3282°N,114.7702°O
- Big Horn 144A, Township 39, Range 16 a l'oest del 5è meridià, 2,127.40 ha (5,256.9 acres) 52° 22′ 45″ N, 116° 15′ 08″ O / 52.3793°N,116.2522°O
- Eden Valley 216, 80 km (50 mi) al sud-oest de Calgary, 1,690.80 ha (4,178.1 acres) 50° 26′ 10″ N, 114° 25′ 34″ O / 50.436°N,114.426°O